# Termoquímica
La termoquímica és una branca de la química que estudia l'energia tèrmica que associada a reaccions químiques i/o transformacions físiques. La branca de la termoquímica que estudia la interrelació de la calor i el treball amb reaccions químiques o amb canvis físics d'estat dins dels límits de les lleis de la termodinàmica va evolucionar convertint-se en la termodinàmica química.
Generalment, la termoquímica és l'aplicació de la termodinàmica a la química, i el seu objectiu primari és l'establiment de criteris per a la determinació de la viabilitat o l'espontaneïtat d'una transformació donada. Així, la termoquímica s'utilitza normalment per a predir l'energia d'intercanvi que ocorren en els processos següents: reaccions químiques, canvis de fase i formació de dissolucions. Es basa en la Llei de Lavoisier i Laplace, per la que el canvi d'energia que acompanya qualsevol transformació és igual i oposat al canvi d'energia que acompanya el procés invers, i la llei de Hess, per la que el canvi d'energia que acompanya qualsevol transformació és el mateix tant si el procés es produeix en un pas com en molts.
La termoquímica està relacionada principalment amb les següents funcions d'estat definides en la termodinàmica:
- Energia interna (U)
- Entalpia (H).
- Entropia (S)
- Energia lliure de Gibbs (G)
- Pressió (P)
- volum (V)
- Temperatura (T)

La majoria de les lleis de la termoquímica tenen lloc a partir de l'aplicació de la primera llei de la termodinàmica, la llei de la conservació de l'energia, a aquestes funcions.